# سنت-سابین (شودییر-آپالاش)
سَنت-سابین، شُدییِِر-آپالاش (به فرانسوی: Sainte-Sabine) قصبه‌ای در منطقه شهری له اتشمن ناحیه شودییر-آپالاش در استان کبک کانادا است. در سرشماری سال ۲۰۱۱ این قصبه ۴۰۵ نفر جمعیت داشته‌است و مساحت آن ۶۷٫۲۸ کیلومتر مربع است.